# Adelândia
Adelândia é um município brasileiro do interior do estado de Goiás, Região Centro-Oeste do país. Sua população estimada em 2004 era de 2.522 habitantes.

## História
Primeiro a capela em louvor de São Sebastião. Depois uma pequena escola que servia aos moradores das fazendas da região de Mossâmedes, próxima ao Rio Turvo. A perspectiva de trabalho na pecuária e agricultura atraía cada vez mais pessoas. Assim, em 1962, surgiu Adelândia. A denominação é uma homenagem à dona Adélia, mulher do fazendeiro Domingos Alves Sobrinho, que doou as terras onde se formou o núcleo populacional.
A população era constituída essencialmente de trabalhadores rurais. Ainda em 1962, o povoado foi elevado à condição de distrito de Mossâmedes. Em 30 de dezembro de 1987, com a Lei nº 10.396, finalmente foi emancipado, tornando-se município. O hino do município de Adelândia foi escolhido através de concurso público, tendo sido eleito o de autoria da então professora na época a Sr.ª Waldir da Silva Avelar.
Na primeira eleição direta de Adelândia, foram eleitos para Prefeito Lourival de Assis Lôbo e Vice-Prefeito Francisco Quintiliano de Avelar Filho na eleição seguinte foi eleito Antonio dos Reis Pereira tendo como vice João Aquino, vulgo João Alfredo. Posteriormente, Andre Gomes Duarte, já falecido, sendo seu vice o senhor "Paulinho". Na eleição seguinte, foi eleito novamente Antonio dos Reis Pereira, sendo o Sr. Marinho seu vice, onde foi sucedido por Mauricio Martins de Freitas tendo a Sr. Adma Gomes Duarte como vice prefeita. Em seguida, foi eleito senhor Victor Leonardo de Lima Soares sendo companheiro de chapa, o também já falecido, Lourivon Diniz linhares. o victor leonardo foi reeleito em 2012 sendo Joaquim dos Reis seu vice, já em 2016 joaquim dos Reis pereira que era vice-prefeito no mandato anterior foi eleito prefeito tendo como seu vice o jovem Leonardo Douglas da Silva ao qual e filho do 1° presidente da câmara municipal adelandense o ja falecido Francisco Moreira da Silva.
Adelândia ainda, em meados da década de 1980 em razão da fertilidade de suas terras e grande produção de feijão foi denominada de "Capital do Feijão", tendo essa marca histórica presente em sua bandeira municipal, no entanto o feijão ja não mas faz parte das culturas cultivadas no município. Hoje destaca-se o cultivo de bananas e também a produção de leite.

## Economia
A economia de Adelândia é formada basicamente da agropecuária e de pequenas empresas, tendo um potencial muito grande na bacia leiteira no cultivo de bananas e produção cerâmica mas basicamente produção de tijolos sendo 04 empresas do gênero de cerâmica; Já na área de laticínios consta uma empresa uma das mais prospera da região, ha um potencial muito grande também nas confecções de roupas e facções. Estas empresas e a produção agropecuária geram direta e indiretamente centenas de empregos a população adelandense, na área comercial destaca se empresas variadas. Há também uma grande concentração de pequenas propriedades rurais com isso fixando a economia na região, há também a usina de álcool e açúcar estabelecida em Anicuns a 25 km revertendo centenas de empregos para a população adelandense e para agropecuaristas da região tendo em vista que a mesma loca as terras dos mesmos.